# Jednota Braci Polskich
Jednota Braci Polskich – działający w Polsce związek wyznaniowy o charakterze antytrynitarnym. W latach 60. XX wieku liczyła około 250 wyznawców, a w 2003 roku około 260. Odwołuje się do tradycji braci polskich z XVII wieku, ma jednak za sobą znaczną ewolucję doktrynalną. Ich ośrodki działają we Wrocławiu, Gdańsku, Krakowie, Krotoszynie, Poznaniu i Warszawie.

## Początki wspólnoty
Idee braci polskich zostały odrodzone w 1934 przez ewangelickiego duchownego, kapelana Wojska Polskiego, Karola Grycza-Śmiłowskiego. Pierwszy zjazd wyznawców miał miejsce w 1937 w Łodzi. Utworzono wówczas związek religijny pod nazwą Wolna Społeczność Religijna – Bracia Polscy. Związek nie został zarejestrowany, ale wydawał w latach 1936–1939 pismo „Wolna Myśl Religijna”.
Śmiłowski wskrzeszał w nim idee religijne nawiązujące do tradycji braci polskich, w tym zwłaszcza ideę tolerancji, unitaryzmu i racjonalnego podejścia do spraw wiary. W 1945 ponownie założył własne ugrupowanie religijne, o charakterze wolnomularsko-uniwersalistycznym. Przyjmował doń ludzi z różnych religii i nie zobowiązując ich do występowania z macierzystych Kościołów. Śmiłowski działał w Krakowie, jeszcze za jego życia powstały ośrodki w Warszawie i Poznaniu. Zbór warszawski miał charakter panmonistyczny, natomiast poznański – unitariański.
Na początku lat 60. związek został rozbity i wyłoniły się z niej dwa odrębne związki religijne. W Warszawie wyodrębnił się Zbór Panmonistyczny, natomiast w Poznaniu – Jednota Braci Polskich – Unitarianie. W 1980 Jednota Braci Polskich – Unitarianie liczyła 12 wyznawców, w roku 1985 – 6 wyznawców. Zbór Panmonistyczny w 1960 roku liczył 15 wyznawców, w roku 1970 – 12, a w roku 1980 – 13 wyznawców.
Związek religijny początkowo był nazywany jako Kościół Braci Polskich. Zarejestrowany został przez władze komunistyczne dopiero w 1967, jako „Jednota Braci Polskich”.

## Dalsza historia i zbór wrocławski
Po śmierci Śmiłowskiego krakowski ośrodek został zdominowany przez osoby interesujące się religiami Wschodu. Na czele wspólnoty stał Jan Hadyna (przedwojenny wydawca „Lotosa”), a następnie Franciszek Dąbrowski. Za sprawą Hadyny oraz Władysława Czapnika większość członków krakowskiego zboru przeszła w latach 70. do powstających w Krakowie gmin buddyjskich.
W latach 80. Jednotę zasilili zielonoświątkowcy z wrocławskiego zboru Zjednoczonego Kościoła Ewangelicznego, którym władze przez dwa lata odmawiały rejestracji. Z tą też chwilą siedziba Jednoty przeniosła się do Wrocławia. Liderem tej grupy był Robert Kisiel, który na początku lat 60. przystąpił do Kościoła Chrystusowego. W 1975 przeszedł do ZKE ze względu na odmienną interpretację daru języków. W 1978 wystąpił z ZKE wraz z grupą swoich zwolenników, powodem był problem nauczania kobiet w kościele, nakrywanie głowy przez kobiety podczas nabożeństw, problem składania przysięgi, ruch ekumeniczny, dogmat Trójcy Świętej. W 1981 nawiązali współpracę z Kościołem Chrześcijan Dnia Sobotniego. Zanim do tego doszło zaczęli świętować sobotę jako dzień święty. W 1984 grupa Kisiela przeszła do wrocławskiego zboru Jednoty, na co zezwalała jej liberalna formuła. Wkrótce wierni związani z Kisielem zdominowali Jednotę.
Od 1984 wewnątrz Jednoty koegzystowały formuły – buddyjska (Kraków) oraz zielonoświątkowa (Wrocław). Zbór we Wrocławiu za najważniejszą część Biblii uważa Pięcioksiąg, który stanowi podstawowe pouczenie o Bożej woli względem człowieka. Pozostałe księgi Starego Testamentu traktują jako komentarz do Pięcioksięgu. W swoich poglądach są bliscy do przyjęcia stanowiska jedynozbawczego.
Grupa polskich unitarian i uniwersalistów, tworząca społeczność w Warszawie i w Katowicach jest członkiem Międzynarodowej Rady Unitarian i Uniwersalistów. 
W 1950 Jednota liczyła 60 wyznawców, w 1960 – 250, w 1970 – 106, w 1980 – 22, w 1985 roku – 132 wyznawców, a w 2003 – 260 wyznawców.